# (34270) 2000 QW131
2000 QW131 (asteroide 34270) é um asteroide da cintura principal. Possui uma excentricidade de 0.06947200 e uma inclinação de 15.26971º.
Este asteroide foi descoberto no dia 25 de agosto de 2000 por LINEAR em Socorro.